# Abstracte fotografie

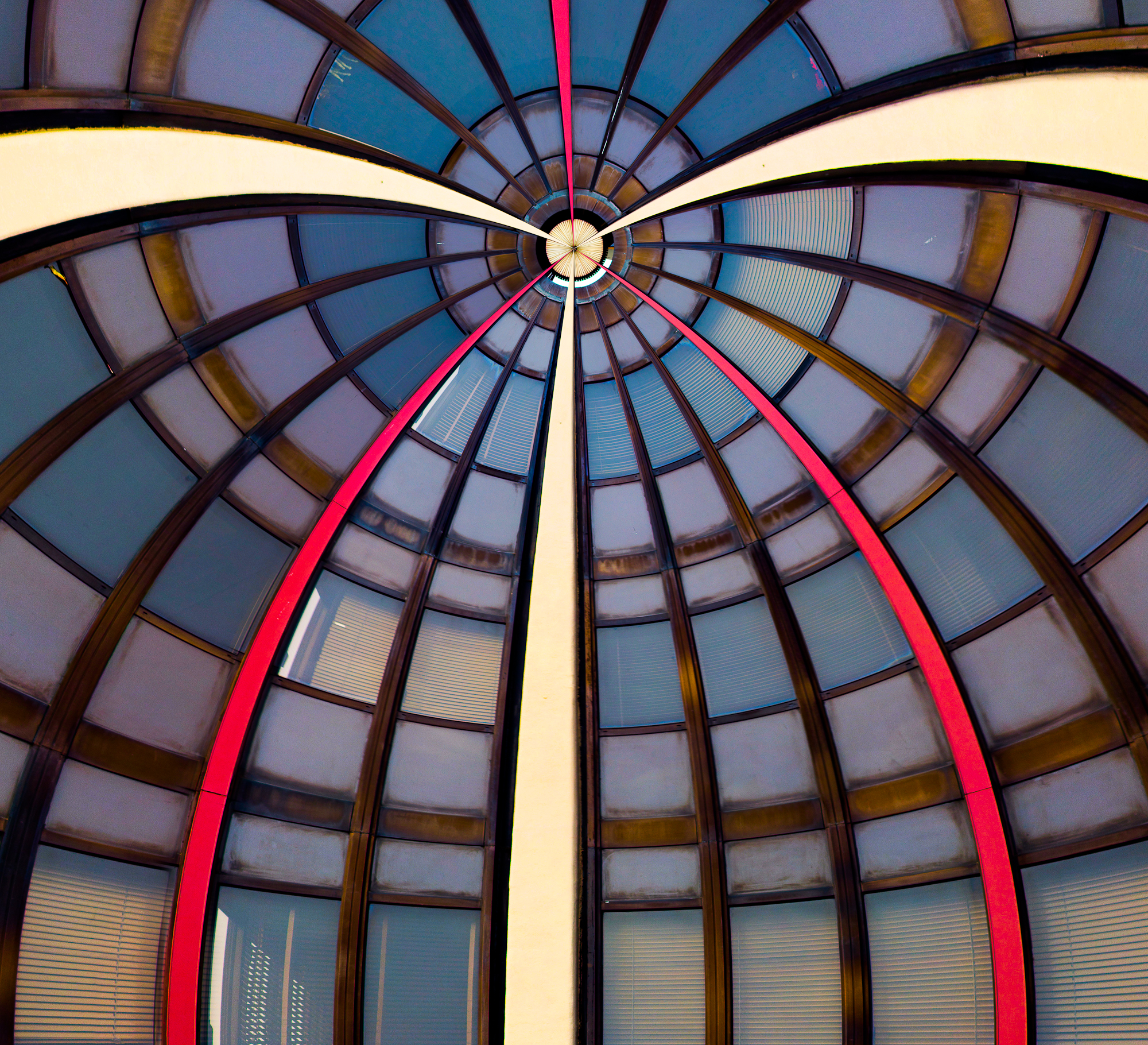
Foto: Luca Biada

Abstracte fotografie is een creatieve vorm van fotografie die ernaar streeft het gefotografeerde onderwerp onherkenbaar te maken door onder meer gebruik te maken van extreme close-ups, beweging of het isoleren van een gedeelte van een tafereel. Hierbij heeft de fotograaf vooral aandacht voor lijn, kleur, textuur en vorm. Net zoals in andere vormen van abstracte kunst wil de fotograaf met deze middelen emoties en ideeën tot uitdrukking brengen. Het beeld kan worden geproduceerd met behulp van traditionele fotografische apparatuur zoals een camera, donkere kamer of computer, of het kan worden gemaakt zonder een camera te gebruiken door film of andere fotografische media rechtstreeks te manipuleren.

## Geschiedenis
'Vortograph' (1917) van de fotograaf Alvin Langdon Coburn wordt beschouwd als de eerste werkelijk abstracte foto. Andere pioniers van dit genre waren Paul Strand met Porch Shadows (1916) en Christian Schad met Schadograph (1918). 

## Technieken
Veelgebruikte technieken in de abstracte fotografie zijn uitzoomen, inzoomen, scherptediepte, bewuste bewegingsonscherpte en meervoudige belichting. Bij uitzoomen wordt bijvoorbeeld gebruikgemaakt van een drone, helikopter of vliegtuig. Door de grote afstand is er minder herkenbaarheid in een landschap zichtbaar. Bij inzoomen gebeurt het tegenovergestelde. Door inzoomen verdwijnt de context van het gefotografeerde onderwerp en dat maakt het gefotografeerde minder herkenbaar. Bij scherptediepte en bewuste bewegingsonscherpte is slechts een deel van de foto scherp in beeld, wat abstractie op kan leveren. En bij meervoudige belichting worden foto's samengevoegd om meer abstractie in het beeld te brengen.

## Nabewerking
De nabewerking kan ook worden gebruikt ter versterking van de foto. Er zijn veel mogelijkheden om met bijvoorbeeld Photoshop of andere nabewerkingsprogramma's foto's zo te vervormen of door filters te halen dat er daardoor een onherkenbaar onderwerp ontstaat.
Er zijn abstracte fotografen die vinden dat de foto al abstract moet zijn bij het fotograferen, in plaats van dit te bewerkstelligen in de nabewerking, maar er bestaat geen strikte definitie van wat abstracte fotografie moet zijn.